# Língua kabiyari
O kabiyari é uma língua da família linguística arawak.

## Fonologia
Os 18 fonemas do kabiyari são:
- p, t̪, t, tʃ, k, ʔ ; h ; m, n ; ɾ ; w, j
- i, e, a, o, ʊ ; V́